# America Latina (Verdena)
America Latina è una colonna sonora del gruppo rock italiano Verdena pubblicato il 28 gennaio 2022 dalla Universal in formato LP a tiratura limitata a 1 500 copie. L'album è la colonna sonora del film America Latina diretto dai fratelli D'Innocenzo.

## Descrizione
La colonna sonora è stata costruita a partire da Fenuk, una compilation di suite strumentali registrate da Luca Ferrari nel 2010 con un registratore a cassette 4 piste, nel periodo in cui Alberto stava scrivendo i testi di Wow. Da queste suite i fratelli D'Innocenzo hanno scelto due temi, che poi la band ha sviluppato in diverse variazioni. La musica, ha raccontato la band sui social, è stata quindi sviluppata in parallelo alle riprese del film e attraverso un confronto costante e continuo.
In scaletta ci sono 19 brani, varie reinterpretazioni delle composizioni Brazil, Scintillatore, Lullaby e Stagno Brado, l’unico brano senza arrangiamenti alternativi.

## Tracce
1. Brazil (Abisso)
2. Brazil (Bramante)
3. Scintillatore (Carnitas)
4. Brazil (Nottambula)
5. Lullaby (Vs. 2)
6. Brazil (Dubbi)
7. Scintillatore (Trista Processione)
8. Scintillatore (Bambola A Gas)
9. Stagno Brado
10. Scintillatore (Papani)
11. Brazil (Cenicero)
12. Scintillatore (D2)
13. Brazil (Charogne)
14. Brazil (Exepto)
15. Scintillatore (Rogorifero)
16. Brazil (Zz)
17. Brazil (Chitarrorista)
18. Lullaby
19. Scintillatore (Kurt Cobain)

## Formazione
- Alberto Ferrari - voce, chitarra, pianoforte, tastiere, basso acustico, contrabbasso
- Roberta Sammarelli - basso, pianoforte, tastiere, synth, guitarrón
- Luca Ferrari - batteria, percussioni, pianoforte, tastiere, synth, rumori [2]

Altri musicisti
- Daniela Savoldi - violoncello in Scintillatore (D2)
- Claudia Buzzetti - fischi in Brazil (Zz)

## Classifiche
| Classifica (2022) | Posizione massima |
| ----------------- | ----------------- |
| Italia            | 17                |